# Vuelta a Colombia 2017
La 67.ª edición de la competición ciclista Vuelta a Colombia (nombre oficial: Vuelta a Colombia «Oro y Paz») fue una carrera de ciclismo en ruta por etapas que se celebró en Colombia entre el 1 y el 13 de agosto de 2017 sobre un recorrido de 1690,7 kilómetros. 
La prueba formó parte del UCI America Tour 2017 dentro de la categoría 2.2 (última categoría de estos circuitos).
La carrera fue ganada por el corredor colombiano Aristóbulo Cala del equipo Bicicletas Strongman, en segundo lugar Alex Cano (Coldeportes Zenú) y en tercer lugar Juan Pablo Suárez (EPM).

## Recorrido
El máximo evento ciclístico por etapas del país recorrió los departamentos de Antioquia, Boyacá, Santander, Cundinamarca, Caldas, Valle del Cauca, Tolima y Risaralda distribuido en 12 etapas. La carrera empezó con una contrarreloj por equipos con una fracción de 18,4 kilómetros en el departamento de Antioquia entre los municipios del oriente antioqueño de Rionegro y La Ceja, más adelante, la carrera visitó el departamento de Santander donde el puerto petrolero de Barrancabermeja contó en su desarrollo con tres ascensos como el Caserón de Piedra, Alto de los Padres y el Peaje Picacho, de fuera de categoría. También esta edición tuvo etapas para los velocistas en las ciudades de Puerto Boyacá, Sogamoso, Sopó. Tras el día de descanso, la carrera continuó con una contrarreloj individual donde los ciclistas tuvieron que superar un recorrido de 36,5 kilómetros donde solo los más fuertes se acomodaron en la clasificación general. La 9.ª etapa fue la cereza del pastel de la carrera con la mítica subida al Páramo de Letras por su vertiente más dura, con 3679 metros sobre el nivel del mar, considerado como uno de los 3 puertos míticos de la Vuelta a Colombia. Por último, la carrera rodó por los departamentos del Valle del Cauca, Tolima y finalizó en Risaralda como epicentro la hermosa ciudad de Pereira. La capital del departamento, con motivo de sus 154 años de fundación, despidió el máximo evento ciclístico por etapas con un circuito de 10,7 kilómetros, al que los ciclistas dieron un total de 10 vueltas.

## Equipos participantes
Tomaron parte en la carrera 24 equipos: 1 de categoría Profesional Continental, 8 de categoría Continental; y 14 de categoría amateur y una selección nacional invitada por la organización, formando así un pelotón de 180 ciclistas de los que acabaron 125. Los equipos participantes fueron:
| Equipo continental profesional- Manzana Postobón Equipos continentales (8)- Bicicletas Strongman - Coldeportes-Zenú - D'Amico-Utensilnord - EPM - GW Shimano - Medellín-Inder - Movistar Team América - Team Illuminate Equipo ciclista profesional- Lotería de Boyacá Equipo nacional- Suiza Equipos ciclistas aficionados (6)- Depormundo Multirepuestos Bosa - EBSA Empresa de Energía Boyacá - Sundark Arawak - Vive La Dorada - Tolima es Pasión - Carnaval del Pollo - Aguardiente Néctar 4WD IMRD Chía - Fuerzas Armadas-Ejército Nacional Equipos regionales y de clubes (7)- Aguardiente Antioqueño-Lotería de Medellín - Agencia Nacional de Seguridad Vial - Boyacá es Para Vivirla - JB Ropa Deportiva - Soacha Juntos Formando Ciudad - Sogamoso Incluyente IRDS - Supergiros |
| |

## Etapas
La Vuelta a Colombia dispuso de 12 etapas sobre un recorrido total de 1690,7 kilómetros con inicio en la ciudad de Rionegro, Antioquia y final en la ciudad de Pereira, Risaralda.
| Etapa      | Fecha     | Recorrido                       | type                     | Distancia (km) | Ganador              | Líder             |
| ---------- | --------- | ------------------------------- | ------------------------ | -------------- | -------------------- | ----------------- |
| 1.ª etapa  | 1 de ago  | Rionegro – La Ceja              | contrarreloj por equipos | 18,4           | EPM                  | Juan Pablo Suárez |
| 2.ª etapa  | 2 de ago  | Rionegro – Puerto Boyacá        | etapa escarpada          | 173,2          | Wilmar Paredes       | Nicolás Paredes   |
| 3.ª etapa  | 3 de ago  | Puerto Boyacá – Barrancabermeja | etapa llana              | 222,6          | Nelson Soto Martínez | Nicolás Paredes   |
| 4.ª etapa  | 4 de ago  | Barrancabermeja – Bucaramanga   | etapa de montaña         | 165,3          | Juan Pablo Suárez    | Aristóbulo Cala   |
| 5.ª etapa  | 5 de ago  | Bucaramanga – Barichara         | etapa de media montaña   | 118,3          | Alex Cano            | Aristóbulo Cala   |
| 6.ª etapa  | 6 de ago  | Socorro – Sogamoso              | etapa de media montaña   | 237,7          | Griffin Easter       | Aristóbulo Cala   |
| 7.ª etapa  | 7 de ago  | Tunja – Sopó                    | etapa escarpada          | 112,6          | José Serpa           | Aristóbulo Cala   |
|            | 8 de ago  | Día de descanso                 | Día de descanso          |                |                      |                   |
| 8.ª etapa  | 9 de ago  | Guarinocito – Mariquita         | contrarreloj individual  | 36,3           | Alex Cano            | Aristóbulo Cala   |
| 9.ª etapa  | 10 de ago | La Dorada – Alto de Letras      | etapa de montaña         | 131,6          | Miguel Ángel Reyes   | Aristóbulo Cala   |
| 10.ª etapa | 11 de ago | Cartago – Yumbo                 | etapa llana              | 176,1          | Nelson Soto Martínez | Aristóbulo Cala   |
| 11.ª etapa | 12 de ago | Palmira – Dosquebradas          | etapa escarpada          | 198            | Nelson Soto Martínez | Aristóbulo Cala   |
| 12.ª etapa | 13 de ago | Pereira – Pereira               | etapa llana              | 107            | Juan Pablo Villegas  | Aristóbulo Cala   |

## Clasificaciones finales
- Las clasificaciones finalizaron de la siguiente forma:[7]

### Clasificación general
| \| Clasificación general \| Clasificación general \| Clasificación general \| Clasificación general \| Clasificación general \| \| Ciclista \| Ciclista \| Equipo \| Tiempo \| \| \| --------------------- \| --------------------- \| ---------------------------------- \| --------------------- \| --------------------- \| \| 1.º \| Aristóbulo Cala \| Bicicletas Strongman \| 42 h 07 min 25 s \| \| \| 2.º \| Alex Cano \| Coldeportes-Zenú \| + 2 min 05 s \| \| \| 3.º \| Juan Pablo Suárez \| EPM \| + 2 min 07 s \| \| \| 4.º \| Jonathan Caicedo \| Bicicletas Strongman \| + 2 min 19 s \| \| \| 5.º \| Miguel Ángel Reyes \| Agencia Nacional de Seguridad Vial \| + 4 min 06 s \| \| \| 6.º \| Miguel Ángel Rubiano \| Coldeportes-Zenú \| + 4 min 52 s \| \| \| 7.º \| Luis Felipe Laverde \| Coldeportes-Zenú \| + 5 min 47 s \| \| \| 8.º \| Óscar Soliz \| Movistar Team América \| + 6 min 05 s \| \| \| 9.º \| Óscar Sevilla \| Medellín-Inder \| + 7 min 05 s \| \| \| 10.º \| José Serpa \| Supergiros \| + 8 min 14 s \| \| |                      |                                    |                  |
| |                      |                                    |                  |
| Fuente: ProCyclingStats |                      |                                    |                  |
| Clasificación general |                      |                                    |                  |
| Ciclista | Ciclista             | Equipo                             | Tiempo           |
| 1.º | Aristóbulo Cala      | Bicicletas Strongman               | 42 h 07 min 25 s |
| 2.º | Alex Cano            | Coldeportes-Zenú                   | + 2 min 05 s     |
| 3.º | Juan Pablo Suárez    | EPM                                | + 2 min 07 s     |
| 4.º | Jonathan Caicedo     | Bicicletas Strongman               | + 2 min 19 s     |
| 5.º | Miguel Ángel Reyes   | Agencia Nacional de Seguridad Vial | + 4 min 06 s     |
| 6.º | Miguel Ángel Rubiano | Coldeportes-Zenú                   | + 4 min 52 s     |
| 7.º | Luis Felipe Laverde  | Coldeportes-Zenú                   | + 5 min 47 s     |
| 8.º | Óscar Soliz          | Movistar Team América              | + 6 min 05 s     |
| 9.º | Óscar Sevilla        | Medellín-Inder                     | + 7 min 05 s     |
| 10.º | José Serpa           | Supergiros                         | + 8 min 14 s     |

### Clasificación de la montaña
| Clasificación de la montaña | Clasificación de la montaña | Clasificación de la montaña        | Clasificación de la montaña | Clasificación de la montaña |
| Ciclista                    | Ciclista                    | Equipo                             | Puntos                      |                             |
| --------------------------- | --------------------------- | ---------------------------------- | --------------------------- | --------------------------- |
| 1.º                         | Miguel Ángel Reyes          | Agencia Nacional de Seguridad Vial | 39 pts                      |                             |
| 2.º                         | Juan Pablo Suárez           | EPM                                | 28 pts                      |                             |
| 3.º                         | Miguel Ángel Rubiano        | Coldeportes-Zenú                   | 23 pts                      |                             |

### Clasificación de las metas volantes
| Clasificación de las metas volantes | Clasificación de las metas volantes | Clasificación de las metas volantes | Clasificación de las metas volantes | Clasificación de las metas volantes |
| Ciclista                            | Ciclista                            | Equipo                              | Puntos                              |                                     |
| ----------------------------------- | ----------------------------------- | ----------------------------------- | ----------------------------------- | ----------------------------------- |
| 1.º                                 | Weimar Roldán                       | Medellín-Inder                      | 18 pts                              |                                     |
| 2.º                                 | Diego Ochoa                         | EPM                                 | 18 pts                              |                                     |
| 3.º                                 | Nicolás Paredes                     | Medellín-Inder                      | 13 pts                              |                                     |

### Clasificación por puntos
| Clasificación por puntos | Clasificación por puntos | Clasificación por puntos | Clasificación por puntos | Clasificación por puntos |
| Ciclista                 | Ciclista                 | Equipo                   | Puntos                   |                          |
| ------------------------ | ------------------------ | ------------------------ | ------------------------ | ------------------------ |
| 1.º                      | Nelson Soto Martínez     | Coldeportes-Zenú         | 66 pts                   |                          |
| 2.º                      | Miguel Ángel Rubiano     | Coldeportes-Zenú         | 51 pts                   |                          |
| 3.º                      | José Serpa               | Supergiros               | 42 pts                   |                          |

### Clasificación de los jóvenes
Nota: El primer clasificado, el ciclista Robinson López, fue descalificado por violación a las reglas antidopaje.
| Clasificación del mejor joven | Clasificación del mejor joven | Clasificación del mejor joven | Clasificación del mejor joven | Clasificación del mejor joven |
| Ciclista                      | Ciclista                      | Equipo                        | Tiempo                        |                               |
| ----------------------------- | ----------------------------- | ----------------------------- | ----------------------------- | ----------------------------- |
| 1.º                           | Anderson Paredes              | JB Ropa Deportiva             | 42 h 29 min 03 s              |                               |
| 2.º                           | Sergio Higuita                | Manzana Postobón              | + 12 min 47 s                 |                               |
| 3.º                           | Wilson Cardona                | GW Shimano                    | + 37 min 28 s                 |                               |

### Clasificación por equipos
| Clasificación por equipos | Clasificación por equipos          | Clasificación por equipos | Clasificación por equipos |
| Equipo                    | Equipo                             | Tiempo                    |                           |
| ------------------------- | ---------------------------------- | ------------------------- | ------------------------- |
| 1.º                       | Coldeportes-Zenú                   | 125 h 46 min 20 s         |                           |
| 2.º                       | Bicicletas Strongman               | + 6 min 52 s              |                           |
| 3.º                       | Agencia Nacional de Seguridad Vial | + 23 min 28 s             |                           |

## Evolución de las clasificaciones
| Etapa                   | Vencedor                | Clasificación general | Clasificación de la montaña | Clasificación de las metas volantes | Clasificación por puntos | Clasificación de los jóvenes    | Clasificación por equipos |
| ----------------------- | ----------------------- | --------------------- | --------------------------- | ----------------------------------- | ------------------------ | ------------------------------- | ------------------------- |
| 1.ª                     | EPM                     | Juan Pablo Suárez     | No se entregó               | No se entregó                       | No se entregó            | No se entregó                   | EPM                       |
| 2.ª                     | Wilmar Paredes          | Nicolás Paredes       | Wilmar Paredes              | Nicolás Paredes                     | Wilmar Paredes           | Wilmar Paredes                  | EPM                       |
| 3.ª                     | Nelson Soto Martínez    | Nicolás Paredes       | Wilmar Paredes              | Estiven Cuesta                      | Nelson Soto Martínez     | Wilmar Paredes                  | EPM                       |
| 4.ª                     | Juan Pablo Suárez       | Aristóbulo Cala       | Juan Pablo Suárez           | Pedro Nelson Torres                 | Nelson Soto Martínez     | Robinson López Cristian Tobar   | Bicicletas Strongman      |
| 5.ª                     | Alex Cano               | Aristóbulo Cala       | Juan Pablo Suárez           | Juan Esteban Arango                 | Miguel Ángel Rubiano     | Robinson López Anderson Paredes | Coldeportes Zenú          |
| 6.ª                     | Griffin Easter          | Aristóbulo Cala       | Juan Pablo Suárez           | Diego Ochoa                         | Miguel Ángel Rubiano     | Robinson López Anderson Paredes | Coldeportes Zenú          |
| 7.ª                     | José Serpa              | Aristóbulo Cala       | Juan Pablo Suárez           | Diego Ochoa                         | Miguel Ángel Rubiano     | Robinson López Anderson Paredes | Coldeportes Zenú          |
| 8.ª                     | Alex Cano               | Aristóbulo Cala       | Juan Pablo Suárez           | Diego Ochoa                         | Miguel Ángel Rubiano     | Robinson López Anderson Paredes | Coldeportes Zenú          |
| 9.ª                     | Miguel Ángel Reyes      | Aristóbulo Cala       | Miguel Ángel Reyes          | Diego Ochoa                         | Miguel Ángel Rubiano     | Robinson López Anderson Paredes | Coldeportes Zenú          |
| 10.ª                    | Nelson Soto Martínez    | Aristóbulo Cala       | Miguel Ángel Reyes          | Diego Ochoa                         | Miguel Ángel Rubiano     | Robinson López Anderson Paredes | Coldeportes Zenú          |
| 11.ª                    | Nelson Soto Martínez    | Aristóbulo Cala       | Miguel Ángel Reyes          | Weimar Roldán                       | Nelson Soto Martínez     | Robinson López Anderson Paredes | Coldeportes Zenú          |
| 12.ª                    | Juan Pablo Villegas     | Aristóbulo Cala       | Miguel Ángel Reyes          | Weimar Roldán                       | Nelson Soto Martínez     | Robinson López Anderson Paredes | Coldeportes Zenú          |
| Clasificaciones finales | Clasificaciones finales | Aristóbulo Cala       | Miguel Ángel Reyes          | Weimar Roldán                       | Nelson Soto Martínez     | Robinson López Anderson Paredes | Coldeportes Zenú          |

## UCI America Tour
La Vuelta a Colombia otorga puntos para el UCI America Tour 2017 y el UCI World Ranking, este último para corredores de los equipos en las categorías UCI ProTeam, Profesional Continental y Equipos Continentales. Las siguientes tablas son el baremo de puntuación y los corredores que obtuvieron puntos:
| Posición              | 1.º | 2.º | 3.º | 4.º | 5.º | 6.º | 7.º | 8.º | 9.º | 10.º |
| Clasificación general | 40  | 30  | 25  | 20  | 15  | 10  | 5   | 3   | 3   | 3    |
| Por etapa             | 7   | 3   | 1   |     |     |     |     |     |     |      |
| Líder                 | 1   |     |     |     |     |     |     |     |     |      |

| Clasificación |                      |                                    |         |       |       |       |
| Posición      | Ciclista             | Equipo                             | General | Etapa | Líder | Total |
| ------------- | -------------------- | ---------------------------------- | ------- | ----- | ----- | ----- |
| 1.º           | Aristóbulo Cala      | Bicicletas Strongman               | 40      | 2     | 8     | 50    |
| 2.º           | Alex Cano            | Coldeportes Zenú                   | 30      | 15    |       | 45    |
| 3.º           | Juan Pablo Suárez    | EPM                                | 25      | 9     | 1     | 35    |
| 4.º           | Nelson Soto Martínez | Coldeportes Zenú                   |         | 25    |       | 25    |
| 5.º           | Miguel Ángel Reyes   | Agencia Nacional de Seguridad Vial | 15      | 8     |       | 23    |
| 6.º           | Jonathan Caicedo     | Bicicletas Strongman               | 20      | 1     |       | 21    |
| 7.º           | Miguel Ángel Rubiano | Coldeportes Zenú                   | 10      | 7     |       | 17    |
| 8.º           | José Serpa           | Team Super Giros                   | 3       | 7     |       | 10    |
| 9.º           | Griffin Easter       | Team Illuminate                    |         | 8     |       | 8     |
| -             | Juan Pablo Villegas  | Manzana Postobón Team              |         | 8     |       | 8     |